# Diocese de Piedras Negras
A Diocese de Piedras Negras (em latim: Dioecesis Saxanigrensis) é uma diocese da Igreja Católica localizada no município de Piedras Negras, no estado de Coahuila, pertencente a Arquidiocese de Monterrey no México. Foi fundada em 8 de janeiro de 2003 pelo Papa  João Paulo II. Com uma população católica de 442.000 habitantes, sendo 70,7% da população total, possui 40 paróquias com dados de 2021.

## História
Em 8 de janeiro de 2003 o Papa João Paulo II cria a Diocese de Piedras Negras através do território da Diocese de Saltillo.

## Lista de bispos
A seguir uma lista de bispos desde a criação da diocese em 2003.
|        | Nome                              | Período   | Notas         |
| Bispos | Bispos                            | Bispos    | Bispos        |
| ------ | --------------------------------- | --------- | ------------- |
| 2º     | Alfonso Gerardo Miranda Guardiola | 2024-     | Atual         |
| 1º     | Alonso Gerardo Garza Treviño      | 2003-2024 | Bispo emérito |